# Carbón (color)

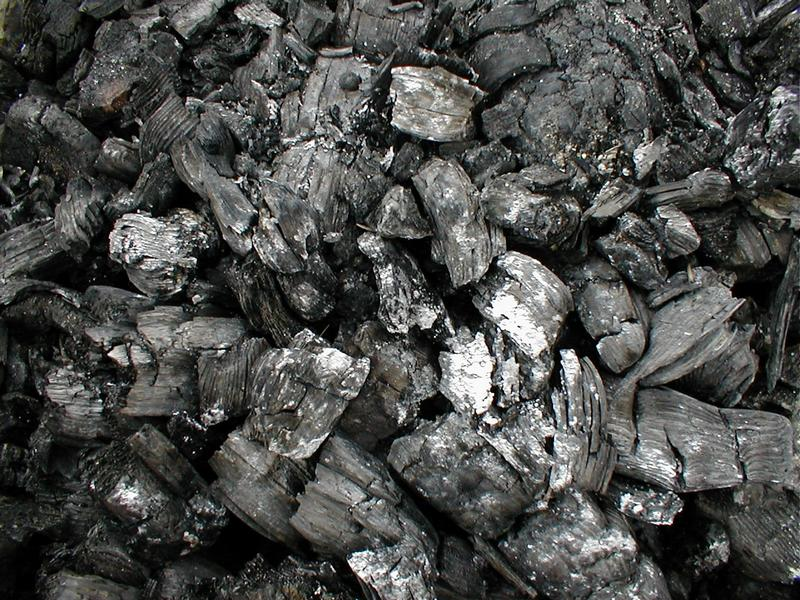
Aspecto del carbón vegetal

Carbón, carbón vegetal, carbón de leña o negro carbón es un color negro de aspecto mate y tonalidad nula (acromático) que se basa en el aspecto del carbón vegetal, materia sólida y porosa que resulta de la carbonización de maderas como las de abedul, brezo, álamo, sauce, encina, bonetero o arraclán.
El color carbón estándar es el que se encuentra normalizado en inventarios cromáticos y catálogos de colores; las coloraciones similares al mismo se denominan acarbonadas.

## Coloraciones relacionadas con el carbón
| Nombre        | Muestra | Cod. Hex. | RGB | RGB | RGB | HSV | HSV  | HSV |
| ------------- | ------- | --------- | --- | --- | --- | --- | ---- | --- |
| Azabache      |         | #343434   | 52  | 52  | 52  | —°  | 0%   | 20% |
| Grafito (RAL) |         | #1C1C1C   | 28  | 28  | 28  | —°  | 0%   | 11% |
| Negro bujía   |         | #2A3223   | 42  | 50  | 35  | 92° | 30 % | 20% |
| Negro de humo |         | #382212   | 56  | 34  | 18  | 25° | 68%  | 22% |